# Араньякапарва
Араньякапарва (санскр. आरण्यकपर्व, «Лесная книга»), также Араньяпарва (санскр. अरण्यपर्व), Ванапарва (санскр. वनपर्व) — третья книга «Махабхараты», состоит из 11,5 тыс. двустиший (315 глав по калькуттскому и бомбейскому изданиям или 299 глав по критическому изданию в Пуне) и является одной из наиболее значительных по объёму её частей. «Араньякапарва» охватывает двенадцатилетний период, который Пандавы
провели в лесу после того, как дядя Дурьодханы Шакуни обыграл в кости Юдхиштхиру. Повествование о судьбе Пандавов в «Араньякапарве» раскрывает их высокие нравственные качества в противоположность Кауравам. Многочисленные сказания, которыми перемежается основной сюжет «Араньякапарвы», развивают этико-философскую проблематику в связи с противостоянием Пандавов и Кауравов, а также придают третьей части «Махабхараты» величественность и ощущение длительности изгнания Пандавов. В числе этих сказаний — получившая широкую известность в мире лирическая история любви Налы и Дамаянти, а также сокращённое изложение «Рамаяны».

## Сюжет

### Сказание о жизни в лесах
Вайшампаяна продолжает рассказывать Джанамеджае о судьбе Пандавов. Вместе с Драупади и колесничими Пандавы покидают Город слона. Горожане следуют за Пандавами, но Юдхиштхира убеждает их вернуться. Некоторые брахманы всё же решают последовать за Пандавами и вступают в спор по этому поводу с Юдхиштхирой, который из-за сомнений в своей способности обеспечить им защиту обращается за советом к родовому жрецу Дхаумье. Дхаумья рекомендует Юдхиштхире прибегнуть к йоге и подвижничеству и тем самым обрести возможность пропитать брахманов. Юдхиштхира принимает этот совет и, войдя в воды Ганги, совершает пранаяму.
После этого Юдхиштхире является Сурья и одаряет его пищей и богатствами для содержания брахманов. Пандавы вместе с брахманами уходят в лес Камьяка, а Дхритараштра спрашивает Видуру, как примирить Кауравов с Пандавами. Видура предлагает ему возвести на царство Юдхиштхиру, а Кауравов заставить молить о прощении. Дхритараштра с негодованием отвергает совет Видуры, и тот отправляется к Пандавам. Вскоре Дхритараштра раскаивается в своей вспыльчивости и посылает Санджаю за Видурой, а после возвращения Видуры просит у него прощения за грубые слова.
Дурьодхана в страхе перед возможным возвращением Пандавов держит совет с Шакуни, Духшасаной и Карной, и Карна предлагает убить Пандавов в лесах. Кауравы соглашаются и дружно выступают на колесницах, но их останавливает Кришна Двайпаяна (Вьяса), который приходится дедом Пандавам и Кауравам. Вьяса уговаривает Дхритараштру заставить Дурьодхану примириться с Пандавами, но тот, будучи не в силах преодолеть отцовских чувств, предлагает Вьясе самому вразумить Дурьодхану. Вьяса уступает роль миротворца мудрецу Майтрее. Майтрея, обращаясь к Дурьодхане, рассказывает о воинских доблестях Пандавов и об истреблении ими ракшасов Хидимбы, Баки и Кирмиры. Дурьодхана не проявляет почтения к Майтрее, и тот проклинает его с оговоркой, что избежать проклятия можно, примирившись с Пандавами.

### Сказание об убиении Кирмиры
Дхритараштра, заинтригованный рассказом Майтреи, просит Видуру поведать об уничтожении Кирмиры. Видура со множеством подробностей рассказывает о поединке Бхимы и Кирмиры.

### Сказание о Кирате
Прослышав об изгнании Пандавов, к ним прибывает разъярённый Кришна. Чтобы умиротворить его, Арджуна напоминает о прежних воплощениях Кришны. Вскоре появляется Кришна-Панчали и жалуется Кришне на Кауравов, причинивших ей позор, и на своих супругов Пандавов, не защитивших её от позора. Кришна в ответ рассказывает о походе против царя Шальвы, который на своём управляемом мыслью летающем городе Саубхе сначала пытался взять штурмом Двараку, а после провала штурма тщетно старался скрыться среди морской пучины. Кришна настиг и в ожесточённой битве разрушил Саубху, а также умертвил Шальву, но из-за этих событий не смог воспрепятствовать Кауравам во время игры в кости в Хастинапуре.
Пандавы со своими людьми направляются к священному озеру Двайтавана и по прибытии поселяются в лесу в убогом жилище. В их обитель является древний святой мудрец Маркандея и предсказывает Юдхиштхире победу над Кауравами по прошествии положенного срока изгнания. Кришна Драупади вступает в спор Юдхиштхирой, упрекая его в неспособности проявить гнев к врагам. Тот подробно объясняет ей пагубность гнева, после чего дискуссия затягивается и принимает философский оборот. Бхимасена приводит дополнительные доводы в пользу позиции Кришны Драупади. Юдхиштхира в ответ напоминает о воинской силе Кауравов, чем вызывает замешательство Бхимасены.
В это время к Пандавам является Вьяса и даёт два совета: Арджуна для победы над врагами должен обратиться к богам для получения волшебного оружия, а Пандавам следует перебраться в другой лес. После исчезновения Вьясы Пандавы вместе с брахманами перебираются в лес Камьяку. Там Юдхиштхира разъясняет Арджуне, что тому надлежит подвергнуть себя тапасу и отправиться на север к Индре.
Арджуна выполняет поручение Юдхиштхиры и, прибыв в Индракилу, встречает Индру и просит у него оружие. Индра соглашается, но ставит условие — Арджуна должен увидеть Шиву. Арджуна предается жесточайшему подвижничеству на вершине Химавана в течение трёх месяцев, после чего ему на четвёртый месяц по просьбе великих святых мудрецов является Шива в образе Кираты.
Арджуна, не узнав Шиву, вступает с ним в поединок и терпит поражение, но Шива, впечатлённый ратным пылом соперника, прощает его и предстаёт перед ним в истинном облике, а затем дарит оружие Пашупату и возносится на небо. Затем Арджуне являются Варуна, Кубера и Яма, каждый из которых дарит ему своё оружие в присутствии прибывшего вслед за ними Индры. Почтив Арджуну, боги отправляются по своим делам.

### Сказание о восхождении на небо Индры
Индра присылает к Арджуне волшебную колесницу, и он, вознесясь на ней в мир богов, прибывает в столицу Индры — небесный город Амаравати. После почётного приема Арджуна изучает все виды чудесного оружия. По наущению Индры гандхарва Читрасена, обучающий Арджуну пению и танцам, подсылает к нему апсару Урваши. Урваши пытается соблазнить Арджуну, но он отвергает её домогательства. Рассерженная Урваши проклинает Арджуну: он станет плясуном, лишится уважения женщин и будет жить как евнух. Арджуна рассказывает об этом Читрасене, а тот — Индре. Индра хвалит Арджуну за воздержание и говорит, что проклятие Урваши пойдёт ему на пользу — он проведёт под видом плясуна тринадцатый год изгнания Пандавов (в течение которого, по договору с Кауравами, они должны жить неузнанными), а затем снова станет мужчиной. По прошествии пяти лет во дворец Шакры является странствующий по вселенной святой мудрец Ломаша, которого Шакра посылает к Пандавам, чтобы они вместе посетили уединённые тиртхи. Во время отсутствия Арджуны Пандавов посещает великий святой мудрец Брихадашва, и отвечает утвердительно на вопрос, слыхал ли он о царе несчастнее Юдхиштхиры, а затем рассказывает историю царя нишадхов Налы.

### Сказание о Нале
Царь нишадхов Нала обладал прекрасным обликом и множеством достоинств, но имел одну слабость — любил игру в кости. Дочь царя видарбхов Дамаянти также славилась своей красотой и добродетелями. Слыша постоянно о достоинствах другого, они полюбили друг друга, ещё не видавшись. Узнав о влюблённости своей дочери, царь видарбхов Бхима объявил о сваямваре Дамаянти. Нала отправился на сваямвару и в пути встретил Индру, Агни, Варуну и Яму, которые также направлялись туда. Боги попросили Налу о посредничестве между ними и Дамаянти, и он, несмотря на собственную заинтересованность, выполнил их просьбу. Дамаянти на сваямваре выбрала мужем Налу, отвергнув и богов, и других царей. Тем не менее, боги не только не выразили неудовольствия, но и наделили Налу рядом сверхъестественных способностей. Когда они возвращались обратно, то встретили Кали и Двапару, направлявшихся на сваямвару Дамаянти.
Услышав о своём опоздании и о выборе царевны, Кали вопреки воле богов вселился в Налу (ему пришлось ждать удобного момента двенадцать лет), а Двапару подговорил вселиться в игральные кости. Затем Кали предложил Пушкаре сыграть в кости с Налой, пообещав победу в игре. Нала, подобно Юдхиштхире, проиграл в кости всё своё царство и вместе с Дамаянти отправился в изгнание в лес. Там он, одержимый Кали, покинул жену. Дамаянти после тяжких испытаний нашла приют при дворе царя Чеди, откуда её при помощи брахманов вернул в своё царство отец. Нала спас из лесного пожара царя нагов Каркотаку, и тот в благодарность ужалил его чудесным образом — после укуса Нала сменил свою внешность на облик колчерукого уродца, а яд стал мучить не Налу, но вселившегося в него Кали. Потом Нала по совету Каркотаки прибыл в Айодхью и, назвавшись Бахукой, поступил на службу к царю Ритупарне на должность главного конюшего. Дамаянти с помощью брахманов обнаружила местопребывание Налы и отправила к Ритупарне посланца с известием о своей второй сваямваре. Ритупарна решил принять участие в сваямваре, а в качестве возничего взял с собой Налу. В пути они обменялись сокровенными знаниями: Нала передал Ритупарне науку обращения с конями, сам же получил от него таинства игры в кости. Немедленно после этого из тела Налы вышел мучимый ядом Каркотаки Кали. Во дворце Бхимы Ритупарна не увидел никаких признаков сваямвары и сделал вид, что прибыл просто с дружественным визитом. Нала вернул свой прежний облик и на четвёртый год разлуки воссоединился с Дамаянти.
Прожив месяц в столице видарбхов, он приехал в свою столицу, где предложил Пушкаре сыграть в кости на жизнь. Пушкара проиграл и царство, и жизнь, но был помилован и отпущен Налой. Нала вновь воцарился в стране нишадхов и зажил там вместе с Дамаянти и детьми. Брихадашва, сравнивая участь Налы с участью Юдхиштхиры, указывает, что Нала встретился с бедой в одиночку, а Юдхиштхира — в более благоприятных условиях: в обществе Кришны Драупади, братьев и брахманов. Брихадашва в словах утешения призывает Юдхиштхиру поразмыслить, сколь непрочно всё, нажитое людьми, а потому не следует печалиться ни при утрате, ни при обретении чего-либо. Перед тем как удалиться, Брихадашва, подобно Ритупарне, передаёт Юдхиштхире сокровенную науку игры в кости.

### Сказание о паломничестве к тиртхам
К Пандавам, живущим в лесу Камьяка, является божественный мудрец Нарада и по просьбе Юдхиштхиры рассказывает им о плодах посещения тиртх. В конце рассказа Нарада просит Юдхиштхиру взять его с собой в паломничество к тиртхам с Ломашей (который вскоре должен появиться), а затем исчезает. Юдхиштхира под влиянием рассказа Нарады предлагает покинуть Камьяку и спрашивает Дхаумью, куда им отправиться. Дхаумья повествует о множестве тиртх, и во время его повествования является Ломаша с устным посланием к Юдхиштхире от Шакры и Арджуны. Юдхиштхира отсылает большую часть спутников в Хастинапур и вместе с остальными Пандавами и Кришной Драупади в сопровождении немногочисленной свиты двигается в путь.
Посетив многие тиртхи, Пандавы достигают океана в месте впадения Ганга и направляются в страну калингов. Обойдя океанские тиртхи и многие другие святыни, они поднимаются на гору Гандхамадану, где попадают под сильный ливень, сопровождаемый ураганным ветром. Драупади, измученная ураганом с ливнем, теряет силы. Бхимасена мысленно вызывает своего сына-ракшаса Гхатоткачу, и тот вместе с другими ракшасами переносит Пандавов и их спутников по воздуху в обитель Нары-Нараяны поблизости от горы Кайласы. Там Пандавы, соблюдая высочайшую чистоту, в прогулках и наслаждениях проводят шесть дней. Ветер приносит с северо-востока дивный лотос с тысячей лепестков, и увидевшая его Кришна Панчали просит Бхимасену найти и принести таких же цветов.
Бхимасена через джунгли пробирается к прекрасному огромному озеру и звуком раковины будит дремлющего царя обезьян Ханумана, преградившего ему путь. Неузнанный Бхимасеной Хануман притворяется больной и немощной обезьяной и под этим предлогом отказывается уступить дорогу. Славящийся мощью Бхимасена угрожает Хануману расправой. Тогда Хануман, продолжая кривляться, в качестве компромиссного решения советует собеседнику отодвинуть его хвост и пройти. Тот соглашается, но, к своему удивлению, оказывается не в силах это сделать. Наконец Хануман раскрывает свою личность и по просьбе Бхимасены являет величественный облик, в котором он перепрыгнул океан между материковой Индией и Шри-Ланкой во время событий, описанных в Рамаяне.
Расставшись с Хануманом, Бхимасена продолжает путь к Гандхамадане. На вершине Кайласы в чудесном лесу он находит озеро, поросшее лотосами, и, представившись, объясняет охраняющим озеро ракшасам, что пришёл за такими лотосами по просьбе Драупади. Ракшасы требуют у Бхимасены, чтобы он спросил разрешения у Куберы, а после отказа нападают на него. Бхимасена в битве истребляет множество ракшасов.
Оставшиеся в живых ракшасы жалуются Кубере, но тот не возражает против действий Бхимасены и отсылает их обратно. Когда Бхимасена завершает сбор лотосов, по небу проносится огромный сверкающий метеор, и принесённая им лавина пыли затмевает солнце. Встревоженный знамением Юдхиштхира узнаёт, куда отправился его брат и дает указание Гхатоткаче и другим ракшасам перенести себя вместе со всеми спутниками к Бхимасене. После встречи Пандавы недолго, но счастливо живут на новом месте.

### Сказание об убийстве Джатасуры
Однажды в отсутствие Бхимасены ракшаса Джатасура, ранее прислуживавший Пандавам в образе брахмана, внезапно меняет обличье, хватает Кришну Драупади, Юдхиштхиру, Накулу и Сахадеву и убегает. Юдхиштхира тщетно пытается его образумить, а Сахадева решает сразиться с Джатасурой, но в этот момент их обнаруживает Бхимасена. Джатасура вступает в поединок с Бхимасеной, и тот забивает его насмерть кулаками.

### Сказание о битве с якшами
Пандавы возвращаются в обитель Нараяны и, по прошествии некоторого времени, отправляются вместе с Ломашей и Гхатоткачей на север в поисках Арджуны. Достигнув горы Гандхамаданы, Гхатоткача удаляется, а Пандавы проводят там пятый год изгнания. В один из дней Кришна Драупади выказывает желание увидеть вершину Гандхамаданы и побуждает Бхимасену разогнать её обитателей. Бхимасена, вооружившись, поднимается на вершину и принимает бой с якшами, ракшасами и гандхарвами. После того, как он истребляет множество грозных противников и обращает их в бегство, на вершину горы поднимаются оставшиеся внизу трое Пандавов.
Кубера, узнав о гибели в бою своего друга ракшасы Манимана, прибывает к Пандавам и рассказывает им, что своей смертью Маниман и другие павшие от рук Бхимасены освободили Куберу от давнего проклятия мудреца Агастьи, которому Маниман некогда плюнул на голову. Кубера берет Пандавов под покровительство и уезжает со слугами. Пандавы, посвятив себя йоге, подвижничеству, и чтению Вед, ожидают появления Арджуны. В один из дней Арджуна спускается на вершину горы в колеснице Индры, подобной гигантскому метеору. Затем к ним прибывает Индра. Он предсказывает Юдхиштхире восхождение на престол и предписывает ему возвращение в Камьяку.
После того, как Индра удаляется, Арджуна рассказывает братьям о своих странствиях, поединке с Шивой, восхождении на небо Индры и двух битвах с дайтьями и данавами, в результате первой из которых он по поручению Индры вернул захваченный данавами город богов, а в результате второй разрушил город данавов Хираньяпуру. Потом Арджуна демонстрирует Пандавам силу небесного оружия, вручённого ему богами, чем вызывает всеобщее смятение. Боги посылают к Арджуне Нараду с предостережением о недопустимости легкомысленных действий со столь грозным оружием.

### Сказание об удаве
Пандавы проводят во владениях Куберы ещё четыре года, а на одиннадцатый год скитаний по лесам расстаются с Ломашей и отправляются в обратный путь. Гхатоткача помогает им пересечь неприступные отроги Химавана и удаляется. В лесистых предгорьях Химавана Пандавы проводят ещё один год. Во время охоты на пустынных равнинах Бхимасена подвергается нападению наделённого гипнотической силой огромного голодного змея. Приготовившись съесть Бхиму, змей рассказывает ему, что в прежнем своём существовании был Нахушей, первым из основателей рода Пауравов, от которого произошли Пандавы и Кауравы. В древности за пренебрежение к брахманам он был проклят отшельником Агастьей и низринут с небес. Избавление от проклятия Нахуше может дать лишь умудрённый опытом человек, ответивший на его вопросы. Бхимасена смиряется со своей участью, но по его следам вместе с Дхаумьей прибывает обеспокоенный зловещими знамениями Юдхиштхира, который кратко отвечает на религиозно-философские вопросы змея и собственными вопросами побуждает змея к более пространным рассуждениям на эти темы. Благочестивая беседа заканчивается освобождением Бхимасены и удалением на третье небо Нахуши, сбросившего обличье удава. Юдхиштхира с братом Бхимой и Дхаумьей возвращаются в обитель.

### Сказание о беседах Маркандеи
На двенадцатый год осенью Пандавы с Кришной Драупади отправляются в Камьяку, где к ним присоединяется множество брахманов. Вскоре в Камьяку прибывает Кришна, а вслед за ним — суровый подвижник Маркандея, переживший много тысячелетий. Кришна и Нарада просят Маркандею рассказать всем собравшимся священные предания минувших дней, а Юдхиштхира задаёт ему вопросы о несправедливости судьбы, о способах и сроках воздаяния за добрые и злые дела и роли Ишвары в этом. Маркандея одобряет эти вопросы и объясняет, что древние люди были созданы чистыми, незапятнанными и открытыми добру, жили на земле и небе тысячи лет и управляли своей жизнью и смертью. Со временем они стали жить только на земле, где подпали под власть греховных желаний, из-за чего начали претерпевать муки в различных формах перерождений в соответствии со своей кармой. Поскольку Пандавы ведут праведный образ жизни, то в свой час попадут на небо. Затем Маркандея рассказывает о духовном могуществе брахманов.

#### Повесть о рыбе
Маркандея выполняет просьбу Юдхиштхиры поведать о жизни Ману. Святой мудрец Ману десять тысяч лет подвергал себя жестокому умерщвлению плоти. Однажды, когда он стоял на берегу реки Вирини, к нему подплыла маленькая рыбка и попросила его о спасении от сильных рыб. Из сострадания Ману поместил её в кувшин и заботился о ней долгое время, пока рыбка не переросла кувшин. Тогда Ману по просьбе рыбы перенес её в большой пруд. Через много лет рыба стала слишком большой для пруда и попросила Ману перенести её в Гангу, что он и сделал. Когда рыба перестала помещаться в Ганге, Ману переместил её в океан. В благодарность рыба предвещает наступление всемирного потопа, даёт Ману инструкции по выживанию и удаляется.
Построив лодку и погрузив на неё семена всевозможных растений, Ману вместе с семью мудрецами встречает в океане рыбу, у которой вырос рог на голове и привязывает веревкой свою лодку к рыбьему рогу. Во время потопа океан начинает волноваться, но лодка не тонет благодаря рыбе. Через много лет рыба приводит лодку к затопленному Химавану и советует мудрецам привязать лодку к одной из горных вершин, впоследствии получившей у индийцев название «Наубандхана» («Причал»). Когда мудрецы привязывают лодку, рыба признаётся в том, что она — аватара Брахмы, а спасённому ей Ману суждено возродить всё сущее. После исчезновения рыбы Ману пытается тотчас же приступить к творению, но его одолевает наваждение. Выполнить предначертанное рыбой Ману удаётся лишь после суровейшего покаяния. В конце рассказа о рыбе Маркандея в качестве источника указывает «Матсьяка-пурану» (позднее послужившую основой для «Матсья-пураны»).
Юдхиштхира просит Маркандею поведать о первопричине всего сущего, которую тот созерцает во время потопа. Маркандея отвечает, что первопричина всего сущего — Джанардана, существо непостижимое и удивительное, творящий и преобразующий всесозидатель, пречистый и высочайший, безначальный и бесконечный, вездесущий, нетленный и неизменный. В конце последней из тысячи юг, составляющих один день Брахмы, начинается многолетняя засуха — наступает конец жизни. Затем на мир обрушиваются ветер и пламя конца света. Потом в небе собираются тучи и в течение двенадцати лет изливают потоки воды. Наконец океан выходит из берегов, рушатся горы, раскалывается земля. Тогда бог, что обитает в первозданном лотосе, выпивает тот страшный вихрь и погружается в сон. Вокруг не остаётся ничего, кроме безбрежного океана, в водах которого странствует погружённый в себя Маркандея.
После долгих скитаний без сна и отдыха он замечает однажды огромный баньян, на ветвях которого покоится прекрасное дитя. Младенец обращается к Маркандее с предложением войти в его тело и отдохнуть. Такие слова вызывают у Маркандеи отвращение к своему долголетию и вообще к человеческому естеству. Дитя открывает уста и втягивает собеседника в чрево, в котором Маркандея обнаруживает землю и океан с населяющими их живыми существами, горы и небосвод с солнцем и луной. Более ста лет Маркандея странствует внутри тела младенца и не видит ему конца. Тогда Маркандея вслух и мысленно обращается к высочайшему богу и вылетает из его раскрытого рта. Маркандея видит того же сверкающего младенца-бога на ветвях того же баньяна и обретает просветление, свободу и способность воспринимать всё по-новому.
Маркандея с почтением вопрошает бога о произошедшем великом таинстве. Бог из расположения к собеседнику рассказывает о сотворении мира и о том, что всякий раз, когда в созданном им мире торжествует беззаконие, бог рождается в человеческом облике и всех усмиряет. В конце рассказа о встрече с богом Маркандея говорит о регулярной повторяемости своего видения на исходе каждой тысячи юг и сообщает Юдхиштхире, что узнал того бога в родственнике Пандавов — Джанардане. Юдхиштхира спрашивает о будущем мира, и Маркандея подробно рассказывает о многочисленных бедствиях человечества, грядущих во время Кали-юги. По окончании Кали-юги мир возродится, а конец разрушению положит рождение брахмана по имени Калки Вишнуяшас в деревне Самбхала. Маркандея советует Юдхиштхире почитать брахманов и соблюдать дхарму.

#### Повесть о лягушке
Юдхиштхира просит Маркандею продолжить рассказ о величии брахмана, и тот излагает историю царя Парикшита из рода Икшваку в Айодхье, который во время охоты встретил на берегу озера девушку, согласившуюся стать его женой с одним условием — она не должна видеть воду. Однажды Парикшит побудил жену окунуться в пруд, после чего она исчезла. Когда пруд осушили, он увидел у входа в нору лягушку и в гневе приказал истребить всех лягушек. Напуганные лягушки пожаловались лягушачьему царю, и он, явившись к Парикшиту в облике отшельника, стал умолять его не губить лягушек. Парикшит объяснил свою ненависть к лягушкам тем, что они поглотили его любимую, после чего отшельник признался, что он — властелин лягушек по имени Аю, а жена Парикшита — его дочь по имени Сушобхана, и она подобным образом обманула уже многих царей. Аю вернул Парикшиту свою дочь, но предупредил, что из-за совершенного обмана её дети будут непочтительны к брахманам.
Через некоторое время у Парикшита и Сушобханы родилось трое сыновей: Шала, Дала и Бала. Старший из них в назначенный день стал царем. Однажды Шала отправился на охоту, но не смог на колеснице догнать преследуемую антилопу. От своего возницы он узнал о том, что святой мудрец Вамадева владеет быстрыми, как мысль, конями. Шала явился в обитель Вамадевы и выпросил на время его коней. Догнав антилопу, Шала передумал возвращать коней. Спустя месяц Вамадева послал к царю своего ученика с требованием вернуть коней, а после отказа Шалы пришёл к нему сам. Словесная перепалка закончилась угрозами Шалы в адрес Вамадевы, после чего появились ужасные ракшасы и убили Шалу.
Когда на царство был посвящён Дала, Вамадева явился ко двору и вновь потребовал своих коней. Дала в ответ попытался поразить брахмана отравленной стрелой, но убил ей своего десятилетнего сына. Тогда царь приказал принести ещё одну отравленную стрелу, однако не смог даже прицелиться в Вамадеву. Потрясённый Дала решил примириться с Вамадевой, и по указанию Вамадевы прикоснулся стрелой к царице, чем очистился от греха. Вамадева предложил царице править царством Икшваку, но та попросила только об очищении от греха её супруга и о благе его сыновей и родственников. Вамадева согласился и получил назад своих коней.

#### Повесть об Индрадьюмне
Святые мудрецы и Пандавы спрашивают Маркандею, есть ли кто-нибудь древнее его. Маркандея в ответ рассказывает о мудреце-царе по имени Индрадьюмна, пришедшем к нему после изгнания с третьего неба вследствие исчерпания благих заслуг. Индрадьюмна спросил у Маркандеи, узнаёт ли тот его. Маркандея не узнал Индрадьюмну и предложил обратиться к древней сове по имени Пракарана, живущей на Химаване. Обернувшись конём, мудрец-царь привёз Маркандею к сове. Сова также не узнала Индрадьюмну, и по её предложению они втроём отправились к ещё более древнему журавлю Надиджангхе, жившему на озере Индрадьюмна. Журавль не узнал царя, но позвал живущую на том же озере черепаху по имени Акупара, которая древнее Надиджангхи. Черепаха узнала Индрадьюмну, поскольку он давным-давно пользовался ей как алтарём для жертвенного огня, а озеро Индрадьюмна было вырыто копытами коров, принесённых царём в дар брахманам. Едва прозвучали слова черепахи, из мира богов явилась небесная колесница. Индрадьюмна, вернув Маркандею и сову Пракарану каждого на своё место, возвратился на небеса.

#### Повесть о Дхундхумаре
По просьбе Юдхиштхиры Маркандея рассказывает о мудреце Кувалашве из рода Икшваку, сменившем своё имя и ставшем Дхундхумарой. Великий святой мудрец Уттанка в прекрасных безлюдных местах посвятил себя суровейшему покаянию, чтобы заслужить благосклонность Вишну. Довольный Уттанкой Вишну явился ему и предложил выбрать себе дар. Уттанка сначала отказался, но Вишну настаивал, и тогда Уттанка попросил, чтобы его разум всегда был занят дхармой, истиной и самообузданием. Вишну даровал Уттанке йогу для совершения великого подвига: тот должен передать силу йоги Вишну царю Кувалашве для уничтожения грозного асуры Дхундху, вознамерившегося разрушить миры.
В назначенный срок царь Брихадашва посвятил на царство своего сына Кувалашву и собрался отправиться в лес покаяния, чтобы посвятить себя подвижничеству. Услышав об этом, Уттанка явился к Брихадашве и стал отговаривать его от ухода в лес. Уттанка попытался уговорить Брихадашву расправиться с владыкой данавов по имени Дхундху, из-за которого Уттанка не мог спокойно предаваться подвижничеству в пустоши возле своей обители — когда зарывшийся в песок Дхундху на исходе года сонно вздыхал, пылающая земля семь дней подряд зловеще содрогалась, а поднявшаяся пыль застилала путь солнцу. Брихадашва поручил выполнить просьбу Уттанки своему сыну Кувалашве, а сам отправился в лес.
Кувалашва вместе с Уттанкой явился к пристанищу Дхундху в сопровождении слуг, войска, колесниц и двадцати одной тысячи своих сыновей. По знаку Уттанки Вишну вселил в Кувалашву свою мощь. Сыновья Кувалашвы семь дней копали песчаный океан, в котором укрылся Дхундху, а когда обнаружили противника, то со всех сторон набросились на него с оружием. Разбуженный Дхундху в ярости проглотил всё их оружие и пламенем, исторгнутым изо рта, испепелил всех сыновей Кувалашвы. Тогда Кувалашва, прибегнув к йоге, погасил это пламя потоком воды из своего тела, а затем испепелил Дхундху оружием Брахмы. Так Кувалашва стал известен под именем Дхундхумара (губитель Дхундху).

#### Повесть о женской преданности
Юдхиштхира просит Маркандею поведать о дхарме женщин . Маркандея рассказывает, как благочестивый отшельник Каушика однажды стоял под деревом, погрузившись в чтение Вед. На дерево села журавлиха, и её помёт упал на брахмана. Разгневанный Каушика яростным взглядом убил птицу, но тут же раскаялся в своём поступке. Мудрец направился в деревню, явился в один из домов, где бывал прежде, и попросил хозяйку о милостыне. Женщина попросила его подождать, однако ожидание затянулось, так как она долгое время ухаживала за вернувшимся супругом. Когда хозяйка, наконец, вышла с подаянием к воспылавшему гневом брахману, то стала просить у него прощения и объяснила задержку заботой о голодном и усталом супруге. Женщина почитала своего супруга как высочайшего бога из всех богов и дорожила дхармой повиновения мужу. В качестве зримого плода следования своей дхарме женщина продемонстрировала феномен ясновидения — она сверхъестественным путём узнала о том, что гнев Каушики испепелил журавлиху. Женщина предостерегла его от дальнейших проявлений гнева и посоветовала обратиться за наставлениями о дхарме к охотнику, живущему в Митхиле. Брахман поблагодарил хозяйку и пошёл восвояси.

#### Повесть о беседе брахмана с охотником
Каушика, поверив совету женщины, прибыл в Митхилу и нашёл охотника Дхармавьядху в мясной лавке торгующим мясом антилоп, кабанов и быков. Охотник сразу поразил брахмана тем, что без слов узнал о цели его визита и о приславшей его женщине. Они пришли вдвоём в дом Дхармавьядхи, где Каушика высказал сожаление по поводу рода занятий собеседника. Охотник принялся оправдываться тем, что он лишь выполняет свой долг в соответствии с принадлежностью к варне шудр, а также тем, что ведёт праведный образ жизни и сам никогда не убивает животных и не ест мяса.
Дальше Дхармавьядха произнёс перед заинтересованным брахманом пространную проповедь благочестия в духе индуизма и ответил на множество наводящих вопросов Каушики. Охотник объяснил своё текущее положение карой за ранее совершённые грехи и указал на допустимость употребления мяса в пищу при соблюдении надлежащих обрядов. Он привёл примеры, подтверждающие сложность и неоднозначность таких понятий, как дхарма и ахимса. Видимую несправедливость судьбы Дхармавьядха объяснил законом кармы, в соответствии с которым душа человека переходит из одной телесной оболочки в другую в колесе сансары.
Затем охотник подробно описал способ освобождения от тенёт сансары, ведущий к слиянию с Брахманом: творить добро, не причинять вреда ни единому живому существу, исполнять свою дхарму, отрешиться от того, что для других представляет ценность, проникнуться безразличием к миру при помощи подвижничества, смирения и самообуздания. Дхармавьядха завершил повествование об освобождении сжатым изложением йогической психотехники, философской системы санкхья и пожеланием собеседнику порвать все связи с миром и стать всецело погружённым в подвижничество смиренным мудрецом.
После состоявшегося разговора собеседники пришли к родителям Дхармавьядхи, и тот преподнёс Каушике урок почтительного обращения с матерью и отцом, а потом посоветовал ему явиться к своим родителям и попросить прощения за неожиданный уход. Брахман согласился, но, прежде чем уйти, попросил рассказать о причине рождения Дхармавьядхи шудрой. Охотник поведал, что в прежней жизни был брахманом и однажды случайно ранил стрелой брахмана-отшельника. Отшельник, хотя и остался жив, проклял Дхармавьядху, однако из сострадания позволил ему родиться знатоком дхармы в теле шудры и в течение одной жизни очиститься от греха. Каушика выразил почтение шудре Дхармавьядхе и вернулся к престарелым родителям.

#### Повесть об ангирасах
Маркандея по просьбе Юдхиштхиры рассказывает древнее предание о том, как у святого мудреца Ангираса благодаря богу Огня Агни появилось многочисленное потомство, а затем — историю появления на свет бога войны Сканды. В давние времена боги постоянно терпели поражение в боях с асурами. Однажды Индра у горы Манаса спас от демона Кешина дочь Брахмы по имени Девасена. Девушка попросила Индру выбрать ей супруга, который был бы непобедим. Индра вместе с Девасеной отправился в мир Брахмы и обратился к нему с той же просьбой. Брахма пообещал рождение богатыря, который вместе с Индрой станет во главе войска богов и будет супругом Девасены. Индра и Девасена прибыли в то место, где божественные мудрецы во главе с Васиштхой совершали жертвоприношение сомы. Жертвенные подношения от святых мудрецов принял и передал небожителям Огонь-властелин Адбхута. На обратном пути он увидел мывшихся жён тех мудрецов и воспылал к ним любовью. Чтобы иметь возможность любоваться жёнами мудрецов, Огонь обернулся семейным огнём гархапатья. После долгого созерцания вожделенных женщин Адбхута с сердцем, иссушённым страстью, решил расстаться с жизнью и удалился в лес.
Дочь Дакши Сваха, которая давно была влюблена в бога Агни, узнала об этом и решила очаровать его под видом жён семи святых мудрецов. Принимая облик разных жён, Сваха шесть раз каждые две недели являлась к богу Агни и наслаждалась с ним любовью. Каждый раз она собирала рукой его семя и затем бросала в золотой сосуд на горе Швета. Лишь облик супруги мудреца Васиштхи ей не удалось принять из-за великой мощи подвижнического пыла той.
Из семени, собранного в тепле, родился Сканда, который уже на четвёртый день после рождения обрёл боевую мощь и, издав устрашающий клич, принялся для развлечения разрушать своим оружием горы. Напуганные боги во главе с Индрой вступили в битву со Скандой, и он одолел их. Выпросив пощаду у Сканды, Индра предложил ему занять собственное место царя богов, а когда тот отказался, посвятил его в сан полководца богов. Вспомнив о Девасене, Индра отдал её в жёны Сканде. Вскоре на небожителей напало войско данавов и почти одержало победу благодаря могучему данаве по имени Махиша, однако Сканда убил Махишу и разгромил полчища врагов, чем заслужил почтение богов и мудрецов.

### Сказание о беседе Драупади и Сатьябхамы
К брахманам, Пандавам и Маркандее присоединяются Драупади и супруга Кришны Сатьябхама. После долгой разлуки женщины заводят между собой разговор о мужьях, и Сатьябхама спрашивает у подруги, какими средствами ей удаётся сохранять семейное счастье. Предположение Сатьябхамы о том, что Драупади в числе прочих средств прибегает к заговорам, заклинаниям и зельям, вызывает у той бурное негодование. Драупади отметает любую возможность использования таких средств и наставляет Сатьябхаму на собственном примере.
Супруга Пандавов перечисляет множество достойных способов угодить мужу, в том числе: когда муж возвращается домой, она приветствует его стоя, предлагает ему сиденье и воду, вовремя подаёт пищу, содержит дом в полном порядке, избегает пустословия, чрезмерного веселья и чрезмерного гнева, не вступает в пререкания со свекровью и следует её советам в отношении к родственникам, а также выполняет функции казначея и проявляет бережливость.
Сатьябхама, выслушав Кришну Драупади, просит у неё прощения и пытается представить своё упоминание о негодных средствах как шутку. Драупади даёт подруге советы, как пленить сердце супруга: нужно ублажать его едой, драгоценными гирляндами, добрыми услугами и воскурением благовоний; необходимо угождать всеми способами тем, кто мил, дорог и полезен супругу; следует сдерживать свои чувства на людях, водить дружбу с добрыми и честными женщинами, а также избегать уединения с кем-либо (даже со своими сыновьями). Сатьябхама, сердечно пожелав Драупади окончания невзгод, вместе с Джанарданой отбывает на колеснице.

### Сказание о походе в становище пастухов
Достигнув озера Двайтавана, Пандавы отпускают своих спутников и отправляются странствовать по лесам, горам и речным долинам. Время от времени они встречаются со старцами — знатоками Вед. Однажды некий брахман после встречи с Пандавами попадает к царю Дхритараштре и рассказывает ему об их лишениях. Дхритараштра проявляет сострадание к Пандавам и сожаление по поводу поведения Кауравов. Карна и Шакуни, услышав о том, что сказал Дхритараштра, предлагают Дурьодхане отправиться в лес к озеру Двайтавана, чтобы получить удовольствие от зрелища бед Пандавов и поиздеваться над Кришной Драупади.
Дурьодхана одобряет это предложение, но выражает опасение, что Дхритараштра не даст ему разрешения пойти туда, где живут Пандавы. Карна предлагает в качестве предлога объезд пастушеских станов. Представ перед Дхритараштрой, Кауравы выпрашивают у него разрешение для Дурьодханы отправиться в лес. Шакуни при этом утверждает, что их цель — пересчитать скот, а вовсе не встретиться с Пандавами. Он обещает, что никто из Кауравов не будет вести себя там недостойно. Дхритараштра с неохотой, но отпускает Дурьодхану в сопровождении советников.
Дурьодхана выступает в поход вместе с братьями, большим войском и сотнями тысяч горожан. После нескольких остановок в лесу Дурьодхана поселяется во временном жилище неподалёку от стойбищ. Он осматривает и метит клеймами и цифрами сотни тысяч коров, узнаёт о приросте и считает коров, имеющих три отёла. Затем Дурьодхана вместе с войском и горожанами предаётся развлечениям в лесу и постепенно приближается к озеру Двайтаване. Кауравы повелевают слугам построить беседки на берегу озера Двайтавана.
Слуги направляются выполнять приказ, но при вступлении в лес встречают царя гандхарвов Читрасену в сопровождении свиты, который расположился на отдых у этого озера. Убедившись, что место занято, царские слуги возвращаются к Дурьодхане. Владыка Кауравов, выслушав их, приказывает своим воинам прогнать гандхарвов. Отряды отборных воинов подходят к озеру Двайтаване и предлагают гандхарвам уйти. Гандхарвы насмешливо и дерзко отвергают это предложение и отсылают воинов обратно к Дурьодхане. Вернувшись, царские воины передают повелителю Кауравов слова гандхарвов.
Разгневанный Дурьодхана отправляет войско, чтобы покарать противников. Гандхарвы сначала пытаются остановить воинов куру добром, а затем по распоряжению Читрасены берутся за оружие. Увидев приближающихся вооруженных гандхарвов, сыновья Дхритараштры обращаются в бегство. Карна, подпустив вражескую рать поближе, в одиночку истребляет сотни гандхарвов и своим примером побуждает остальных Кауравов вступить в бой. В жарком и яростном бою сыновья Дхритараштры одолевают гандхарвов, и тогда Читрасена повергает Кауравов в смятение волшебным оружием. Видя своих братьев бегущими под натиском гандхарвов, Дурьодхана обрушивает на врагов ливень стрел, но вскоре попадает в плен.
Советники Дурьодханы добираются до Пандавов и просят у них о помощи. Бхимасена поначалу отвергает их просьбу, однако Юдхиштхира останавливает его и посылает братьев на подмогу Дурьодхане. Он объясняет своё распоряжение верностью долгу кшатрия и необходимостью защитить интересы рода. Четверо вооружённых Пандавов прибывают на поле боя, где Арджуна предлагает гандхарвам освободить Кауравов.
После отказа Пандавы вступают в бой, в ходе которого Арджуна небесным оружием уничтожает миллион гандхарвов. Гандхарвы пытаются вместе с пленниками ускользнуть на небо, но Арджуна препятствует им с помощью разнообразного оружия, полученного от богов. На Арджуну нападает царь гандхарвов Читрасена и терпит поражение. Арджуна узнаёт в нём своего друга, после чего Пандавы складывают оружие. Читрасена рассказывает, что пленил Кауравов по указанию Индры для защиты Пандавов от их насмешек. Четверо Пандавов возвращаются к Юдхиштхире и сообщают ему о злодействе Дурьодханы. Юдхиштхира великодушно отпускает Дурьодхану, и тот отправляется в Хастинапур. Индра потоками амриты оживляет убитых гандхарвов, затем Читрасена со своими подданными удаляется.
Дурьодхана на пути в свой город делает остановку, где к нему является спасшийся бегством Карна. Владыка Кауравов сообщает пребывавшему в неведении Карне о том, как был освобождён из плена благородными Пандавами. При этом он тяжко сокрушается и высказывает намерение заморить себя голодом до смерти, а потом передаёт бразды правления Духшасане. Духшасана, Карна и Шакуни пытаются отговорить Дурьодхану от самоубийства (при этом Шакуни предлагает примириться с Пандавами и вернуть им царство), но Дурьодхана не меняет решения. Разубедить его удаётся лишь после вмешательства дайтьев и данавов. Вернувшись в Хастинапур, повелитель Кауравов совершает жертвоприношение вайшнава.

### Сказание о печали приснившихся Юдхиштхире антилоп
Однажды ночью в Двайтаване Юдхиштхире во сне являются дрожащие антилопы, которые говорят ему о своей печали: они единственные уцелели, а остальных истребили на охоте Пандавы. Антилопы просят Юдхиштхиру дать возможность увеличить их род. Проснувшись, владыка Пандавов рассказывает братьям свой сон и вместе с ними в сопровождении слуг и брахманов уходит в Камьяку.

### Сказание о дроне риса
Спустя некоторое время после прихода Пандавов в Камьяку их навещает Вьяса. Увидев своих внуков Пандавов исхудавшими, он пытается утешить их проповедью подвижничества, смирения, покаяния и раздачи даров. На вопрос Юдхиштхиры о том, что является самым трудным и самым ценным для иного мира, Вьяса отвечает: раздача даров. Он подкрепляет своё мнение рассказом о подвижнике Мудгале.
Мудгала жил в Курукшетре сбором колосьев и зёрен, остающихся после жатвы. Вместе с сыновьями и супругой отшельник принимал пищу раз в две недели, и при таком образе жизни за полмесяца у него накапливалась дрона (кадка) риса. Из той дроны риса Мудгала делал подношения богам и гостям. Прослышав об этом, к нему шестикратно при каждой смене луны являлся отшельник Дурвасас и съедал всю еду. Несмотря на голод, Мудгала продолжал раздавать дары без малейшего недовольства. Наконец довольный Дурвасас объявил Мудгале, что тот в награду за свои деяния отправится живым на небо. Тотчас на небесной колеснице к Мудгале прибыл посланец богов и предложил ему взойти на колесницу.
Святой мудрец, однако, засомневался. Он поинтересовался у посланца богов, что такое небесное блаженство, и какие беды подстерегают обитающих на небесах. Посланец богов в ответ рассказал Мудгале о различных божественных группах, у каждой из которой есть свои блаженные небесные миры. В этих мирах нет ни печали, ни болезней, ни старости, ни тревог, ни страданий, ни смерти, ни горя. В самых высших мирах также нет ни радости, ни любви, ни счастья, ни наслаждения. Поведав о светлых сторонах жизни на небесах, посланец богов сообщил о бедах, которые там подстерегают: человек пожинает плоды своих дел, пока не исчерпается его карма, а затем происходит падение в низшие миры.
Выслушав посланца богов, Мудгала обдумал его слова и отказался от восхождения на небеса, поскольку быть оттуда низринутым — жестокая беда. Он решил стремиться лишь в те беспредельные края, достигнув которых больше не знают печали и горестей и никогда этих мест не покидают. Простившись с посланцем богов, отшельник перестал заниматься сбором колосьев и зёрен, оставшихся после жатвы, и предался чистой йоге знания. Черпая силу в йоге размышления, он достиг совершенства, определяемого как нирвана.
Вьяса завершает рассказ о Мудгале, уподобляя ему Юдхиштхиру, и говорит, что Царь справедливости вернёт царство с помощью подвижничества. Потом Вьяса возвращается к себе в обитель, чтобы снова предаться подвижничеству.

### Сказание о похищении Драупади
Однажды все Пандавы одновременно уходят на охоту, оставив Драупади в обители. В это время в Камьяку является царь страны Синдху по имени Джаядратха, намеревающийся найти себе жену. Увидев Драупади, Джаядратха пытается уговорить её покинуть Пандавов и стать его женой. Драупади возмущённо отвергает притязания Джаядратхи, но он силой увлекает её на свою колесницу и уезжает. За ними среди пеших воинов следует родовой жрец Пандавов Дхаумья.
Ничего не подозревающие Пандавы собираются вместе, и Юдхиштхира замечает множество зловещих предзнаменований. Встретив на своём пути наперсницу Драупади, Пандавы узнают от неё о поступке Джаядратхи. Настигнув царя страны Синдху, они одерживают победу над его войском. Джаядратха, оставив Драупади, пытается ускользнуть. Юдхиштхира вместе с Драупади возвращается в обитель, а Бхимасена с Арджуной пускаются в погоню за Джаядратхой. Настигнув беглеца, Бхимасена обривает ему голову наконечником стрелы и требует от него признания себя рабом. Вместе с морально раздавленным пленником Арджуна и Бхимасена прибывают к Юдхиштхире. Юдхиштхира и Драупади проявляют милость и отпускают Джаядратху.
Тот, удалившись к Вратам Ганги, обращается за покровительством к Шиве и предаётся суровому подвижничеству. Шива остаётся им доволен и предлагает дар на выбор. Царь страны Синдху просит даровать ему победу над Пандавами. Шива говорит, что такой дар невозможен, но Джаядратха сможет противостоять в бою всем Пандавам, за исключением Арджуны. Джаядратха отправляется в свои края, а Пандавы остаются жить в лесу Камьяка. Победив Джаядратху и освободив Кришну Драупади, Юдхиштхира в кругу отшельников продолжает беседы с Маркандеей. Царь справедливости спрашивает у Маркандеи, слышал ли он о ком-либо несчастней его.

#### Повесть о Раме
Маркандея рассказывает историю Рамы, супругу которого Ситу похитил из обители по воздуху владыка ракшасов Равана. Рама отвоевал Ситу с помощью войска Сугривы, построив мост через океан от материковой Индии до Шри-Ланки.

#### Повесть о Савитри
Юдхиштхира говорит, что терзается не столько из-за себя, своих братьев и утраченного царства, сколько из-за Кришны Драупади. Он спрашивает Маркандею, слышал ли тот о другой такой же верной и достойной женщине. Маркандея рассказывает о дочери царя Ашвапати, которую звали Савитри.
Она избрала себе в супруги Сатьявана, сына ослепшего и ушедшего в лес царя по имени Дьюматсена. Сатьяван был наделён множеством добродетелей, но должен был умереть через год, начиная с момента, когда Савитри объявила о своём выборе. В назначенный день она пошла вместе с супругом в лес за дровами. Едва Сатьяван начал рубить деревья, как почувствовал себя нездоровым и прилёг отдохнуть. В ту же минуту Савитри увидела появившегося Владыку Преисподней Яму, который извлёк душу Сатьявана из тела, и, опутав арканом, повёл в южную сторону. Савитри последовала за Ямой и в пути вела мудрые речи о соблюдении дхармы (персонификацией которой выступает Яма). Владыке Преисподней понравились речи Савитри, и он один за другим предложил ей четыре дара, кроме жизни для Сатьявана.
Первым даром Савитри выбрала возвращение зрения своему свёкру Дьюматсене, вторым — возвращение ему царства, третьим — рождение у её отца Ашвапати ста сыновей, четвёртым — рождение ста сыновей у Савитри от Сатьявана. Пятый дар Яма предложил без оговорки, и Савитри пожелала вернуть жизнь супругу. Яма не только выполнил её желание, но и назначил срок жизни Сатьявану и Савитри в четыреста лет. Затем Савитри с супругом вернулась к его родителям и рассказала им о произошедшем. Дьюматсена прозрел и вернул себе царство, в дальнейшем у Савитри родилось сто сыновей и сто братьев. В конце повествования Маркандея предрекает, что Драупади спасёт род Пандавов, словно Савитри.

### Сказание о том, как Индра отнял серьги у Карны
Джанамеджая упоминает эпизод во время восхождения Арджуны на небо, когда Ломаша, явившись к Юдхиштхире, обещал избавить его от сильного страха перед Карной. Джанамеджая просит Вайшампаяну рассказать о причинах этого страха. Вайшампаяна выполняет просьбу своего слушателя.
По словам Вайшампаяны, когда пошёл тринадцатый год изгнания Пандавов, Шакра ради их блага задумал попросить у Карны дар. Отец Карны Сурья, узнав об этом, является к сыну во сне и предупреждает того, что к нему под видом брахмана прибудет Шакра и попытается выпросить серьги и панцирь. Эти серьги и панцирь в числе прочих сокровищ вышли из амриты при пахтанье Молочного океана богами и асурами. Пока Карна владеет ими, он неуязвим для врагов. Однако Карна не может последовать совету Сурьи из-за своего обета, состоящего в том, чтобы отдавать брахманам по их просьбам всё, вплоть до собственной жизни. Тогда Сурья предлагает сыну обменять у Шакры серьги на копьё Амогха («Разящее без промаха»).
Вайшампаяна делает отступление, рассказывая историю рождения Карны матерью Пандавов Кунти от бога Сурьи. Карна родился с серьгами в ушах и облачённым в доспехи. Кунти из страха перед родными скрыла его рождение и отправила в корзине по реке. Младенца обнаружил и воспитал Адхиратха, друг Дхритараштры. Когда Карна вырос, то подружился с Дурьодханой и стал врагом Арджуны. Юдхиштхира, узнав о серьгах и панцире, понял, что тот неуязвим в бою, и сильно обеспокоился.
Вайшампаяна возвращается к рассказу о визите Индры к Карне. Обернувшись брахманом, Царь богов просит у Карны его серьги и панцирь. Карна предлагает ему множество других подношений, включая всё своё царство, но тот неумолим. Тогда Карна говорит, что узнал в брахмане Владыку богов и предлагает обменять серьги панцирь на копьё Амогха. Шакра соглашается, но при двух условиях: Карна сможет одолеть этим копьём только одного недруга (причём не Арджуну), кроме того, если Карна, имея другое оружие, без особой нужды воспользуется Амогхой, это копьё поразит его самого. Индра, совершив обмен, в расчёте на успех Пандавов возвращается на небо.

### Сказание о дощечках для добывания огня
Пандавы вместе с Кришной Драупади перемещаются из Камьяки в обитель Маркандеи, расположенную в лесу Двайтаване. Там они живут, скрываясь от всех. Однажды к ним прибегает встревоженный брахман и рассказывает, что две его дощечки для добывания огня, скреплённые вместе и подвешенные к дереву, зацепил рогами олень, который тёрся об это дерево. Потом олень умчался вместе с дощечками. Брахман просит Пандавов вернуть ему дощечки, и они на колесницах пускаются в погоню. Олень ускользает от преследователей.
Усталые и опечаленные Пандавы располагаются на отдых в тени баньяна. Накула по указанию Юдхиштхиры забирается на дерево и, увидев поблизости озеро, отправляется за водой. Достигнув озера, Накула слышит голос с небес, который требует сначала ответить на его вопросы, а потом уже набирать воду. Накула игнорирует требование и, напившись воды из озера, падает замертво. Не дождавшись Накулы, Юдхиштхира посылает за водой поочерёдно Сахадеву, Арджуну, Бхимасену. Все они не подчиняются голосу, пьют воду из озера и падают бездыханные.
Наконец, Юдхиштхира сам приходит к озеру и обнаруживает там мёртвых братьев. Владыка Пандавов окунается в воду, и перед ним появляется великан-якша, который признаётся в умерщвлении братьев Юдхиштхиры и требует от него ответить на свои вопросы. Юдхиштхира отвечает на все религиозно-философские вопросы якши, и тот оживляет мёртвых Пандавов. Затем якша признаётся, что он — отец Юдхиштхиры Дхарма, — и предлагает своему сыну выбрать дар. Тот просит вернуть брахману дощечки для добывания огня. Дхарма отвечает, что это он, превратившись в оленя, похитил дощечки, чтобы испытать Юдхиштхиру. Дхарма отдаёт сыну дощечки и предлагает ещё два дара. Владыка Пандавов в качестве второго дара просит, чтобы, где бы они ни жили, люди их не узнавали (это необходимое условие договора с Кауравами). Третьим даром Юдхиштхира выбирает, чтобы его душа всегда противостояла злобе, алчности и наваждению, и навеки была устремлена к раздаче даров, смирению плоти и истине. Дхарма обещает, что благодаря его милости Пандавы проживут тринадцатый год изгнания неузнанными в городе царя Вираты, и скрывается из виду.
Пандавы возвращаются к себе в обитель и отдают дощечки для разведения огня брахману. Потом они готовятся прожить неузнанными в чужом обличье тринадцатый год изгнания. Брахманы-подвижники, сопровождавшие братьев в скитаниях по лесам, даруют им своё благословение и, попрощавшись, отправляются в свои края. Пандавы с Кришной Драупади и Дхаумьей трогаются в путь. Решив завтра же начать жизнь под чужой личиной, они держат совет.